# Close (2004)
Close ist ein deutsches Filmdrama aus dem Jahr 2004. Es beschreibt die Zustände totaler Introvertiertheit und Extrovertiertheit, die am Beispiel der Hauptcharaktere Anna und Jost aufeinander prallen.

## Handlung
Der Film zeigt das Zusammenprallen zweier Extremcharaktere. Anna leidet an schweren Depressionen und hat seit geraumer Zeit die unmöbilierte Wohnung im sonst leeren Mietshaus in Berlin nicht mehr verlassen, während Jost heimatlos und desillusioniert durch die Straßen streift, auf der Suche nach jedweder Konfrontation. Beide lernen sich kennen, als Jost auf der Suche nach einem Schlafplatz versucht, durchs Fenster in Annas vermeintlich leere Wohnung einzusteigen. Anna bemerkt ihn und öffnet das Fenster. Ohne viel Kommunikation steht Jost auch in den folgenden Nächten vor ihrer Tür, und Anna, die auf der verzweifelten Suche nach Nähe ist, billigt seine unzugängliche Art. Kontakt zu anderen Menschen wie ihrer Mutter und ihrer Freundin Susanne umgeht sie mit Ausreden. Nachdem Jost eines Nachts zwei Bahnangestellte so lange provoziert, bis sie ihn zusammenschlagen, schleppt er sich mit letzter Kraft zu Anna, die ihn notdürftig versorgt und seinen geschwächten Zustand ausnutzt, um Sex mit ihm zu haben. Jost lässt sich mit zaghafter Gegenwehr auf die Situation ein.
Am nächsten Tag will er sie wegen starker Schmerzen zur Apotheke schicken. Sie lässt sich lange bitten, und er fängt an sie zu beschimpfen. Als er aus eigener Kraft die Wohnung verlassen will, schubst sie ihn zu Boden und fesselt den daraufhin Bewusstlosen an einen Stuhl. Mit einem Knebel im Mund lässt sie ihn im Flur sitzen. Am nächsten Tag steht eine lang aufgeschobene Verabredung mit Susanne an. Anna schleift Jost ins Schlafzimmer, öffnet der Freundin die Tür und versucht sie gleich darauf wieder abzuwimmeln. Als Susanne letztlich versucht, die Schlafzimmertür zu öffnen, wird Anna handgreiflich und zwingt sie zum Gehen. Jost hat inzwischen längst den Knebel in seinem Mund lösen können, bleibt aber still. Am Abend legt Anna ihn samt Stuhl zu sich ins Bett und deckt ihn zu. Dann beschließt sie, seine Fesseln zu lösen und ihn freizulassen. Wieder auf eigenen Beinen stehend packt Jost seine Tasche, verlässt die Wohnung aber nicht, sondern tritt die Badtür ein, hinter der sich Anna eingeschlossen hat. Diese kauert dort nackt in der Badewanne. Nachdem sie sich ihr Kleid wieder angezogen hat, zieht er sie gewaltsam zur Wohnungstür, die Treppe hinunter zum Hausausgang. Anna gerät beinahe in Panik. Nach einigen Sekunden im Freien rennt sie wieder hinauf zur Wohnung. Jost lässt sie mit den Worten „Dann verreck doch da oben!“ passieren. Ein paar Minuten wartet er noch vor dem Haus, während Anna aufgelöst in ihrer Wohnung umherläuft.
In der nächsten Szene sieht man Jost, der auf der Straße ein Auto anhält und den Fahrer zum Aussteigen zwingt. Er steigt ein und gibt Vollgas. Währenddessen hat Anna beschlossen, noch einmal die Wohnung zu verlassen. Jost rast mit Höchstgeschwindigkeit absichtlich gegen ein Steinhindernis. Anna läuft im Mantel durch die verlassenen Straßen der Nacht. In der letzten Szene sieht man beide, wie sie sich auf einer Straße wiederfinden. Es ist noch dieselbe Nacht, Jost ist allerdings unversehrt.
Das Ende des Films lässt also auch den Schluss zu, dass Anna sich in ihrer Wohnung umgebracht hat.

## Hintergrund
Die Musik zum Film stammt vom Berliner Indietronic-Duo Tarwater.

## Kritik
„Markus Lenz inszeniert die Nichtbegegnung zweier unfertiger Menschen, die sich in ihren Emotionen wie in verwitterten Trutzburgen eingesperrt haben, als geschlossenes Zeichensystem und streng nach Regiehandbuch. Da darf kein Element ablenken von der Grundidee, in der nicht nur die Figuren, sondern der gesamte Film wie in einem Korsett gefangen steckt. Alles funktioniert als verdoppelnde Unterstreichung. […] In diesem perfekt um ein Prinzip herum konstruierten Kosmos gesteht der Regisseur seinen Figuren dabei bestenfalls das Gefühlsleben von Bremsscheiben zu: Immerzu muss es glühen, aber irgendwie geht dabei nichts vorwärts. Schade.“

„Close ist der letzte Tango oder der neueste Schrei einer Art deutschen Kinos, das Regisseure wie Michael Klier und Christian Petzold in den letzten Jahren durchgesetzt haben. Mit viel Geduld und kargen Bildern haben sie Entfremdung wirksam zum Ausdruck gemacht, deren Tauglichkeit als Filmmotiv aber bisweilen auch überschätzt. Wie sie vertraut auch der dffb-Absolvent Lenz in seiner durchaus eigenständigen Dramaturgie vor allem auf seine Darsteller. Die unendlich verloren wirkende Jule Böwe, der erneut eindrucksvolle Christoph Bach mit seinem manisch-konzentrierten Schelmenblick – zu sagen, sie spielten intensiv, wäre untertrieben. Aber als nicht hinterfragbare Filmfiguren bleiben sie einem doch recht fremd.“